# Nagaya
Le prince Nagaya (長屋王, Nagaya-no-ōkimi) (684 - 20 mars 729) était un homme politique et un prince impérial du Japon, fils du prince Takechi et de la princesse Minabe et petit-fils de l'empereur Temmu.

## Biographie
Après la mort du puissant homme de cour Fujiwara no Fuhito en 720, il s'empare du pouvoir sur la cour, et devient ministre de la Gauche (sa-daijin) en 724. Cette prise de pouvoir cause des conflits avec les quatre fils de Fuhito, qui le poussent à se suicider avec toute sa famille en 729, après qu'il aurait comploté contre l'empereur Shōmu.
Plus de 30 000 tablettes gravées (mokkan) ont été découvertes en 1988 lors de fouilles dans les vestiges des 60 000 m2 de sa résidence où devaient vivre 200 personnes.